# U-10 (tàu ngầm Đức) (1935)
U-10 là một tàu ngầm duyên hải  Lớp Type II thuộc phân lớp Type IIB được Hải quân Đức Quốc Xã chế tạo trước Chiến tranh Thế giới thứ hai sau khi bãi bỏ những điều khoản của Hiệp ước Versailles vốn cấm Đức sở hữu tàu ngầm. Những tàu ngầm Type II vốn quá nhỏ để có thể tiến hành các chiến dịch cách xa căn cứ nhà, nên U-10 đã đảm nhiệm vai trò tàu huấn luyện tại các trường tàu ngầm Đức. Được huy động do tình trạng thiếu hụt tàu ngầm sau khi xung đột bùng nổ, nó thực hiện năm chuyến tuần tra và hỗ trợ cho Chiến dịch Weserübung nhằm chiếm đóng Na Uy trước khi quay lại vai trò huấn luyện tại khu vực biển Baltic. U-10 ngừng hoạt động tại Gotenhafen vào tháng 8, 1944, rồi bị Liên Xô chiếm tại Stolpmünde vào tháng 3, 1945, và bị đánh chìm vào cuối năm 1945.

## Thiết kế và chế tạo
Phân lớp Type IIB là một phiên bản mở rộng của Type IIA trước đó. Chúng có trọng lượng choán nước 279 t (275 tấn Anh) khi nổi và 328 t (323 tấn Anh) khi lặn); tuy nhiên tải trọng tiêu chuẩn được công bố chỉ có 250 tấn Anh (254 t). Chúng có chiều dài chung 42,70 m (140 ft 1 in), lớp vỏ trong chịu áp lực dài 28,20 m (92 ft 6 in), mạn tàu rộng 4,08 m (13 ft 5 in), chiều cao 8,60 m (28 ft 3 in) và mớn nước 3,90 m (12 ft 10 in).
Chúng trang bị hai động cơ diesel MWM RS 127 S 6-xy lanh 4 thì công suất 700 mã lực mét (510 kW; 690 shp) để đi đường trường và hai động cơ/máy phát điện Siemens-Schuckert PG VV 322/36 tổng công suất 460 mã lực mét (340 kW; 450 shp) để lặn, hai trục chân vịt và hai chân vịt đường kính 0,85 m (3 ft). Các con tàu có thể lặn đến độ sâu 80–150 m (260–490 ft). Chúng đạt được tốc độ tối đa 12 kn (22 km/h) trên mặt nước và 6,9 kn (12,8 km/h) khi lặn,  với tầm hoạt động tối đa 3.800 nmi (7.000 km) khi đi tốc độ đường trường 8 kn (15 km/h), và 35–42 nmi (65–78 km) ở tốc độ 4 kn (7,4 km/h) khi lặn.
Vũ khí trang bị bao gồm ba ống phóng ngư lôi 53,3 cm (21 in) trước mũi, mang theo tổng cộng năm quả ngư lôi hoặc cho đến 12 quả thủy lôi TMA. Một pháo phòng không 2 cm (0,79 in) cũng được trang bị trên boong tàu. Thủy thủ đoàn bao gồm 25 sĩ quan và thủy thủ.
U-10 được đặt hàng vào ngày 20 tháng 7, 1934, rõ ràng là một vi phạm Hiệp ước Versailles do điều khoản cấm Đức sở hữu tàu ngầm. Nó được đặt lườn tại xưởng tàu của hãng Deutsche Werke tại Kiel vào ngày 22 tháng 4, 1935, hạ thủy vào ngày 13 tháng 8, 1935, chỉ vài tuần sau khi Thỏa thuận Hải quân Anh-Đức được ký kết. Nó nhập biên chế cùng Hải quân Đức Quốc Xã vào ngày 9 tháng 9, 1935 dưới quyền chỉ huy của Hạm trưởng, Trung úy Hải quân Heinz Scheringer.

## Lịch sử hoạt động
U-10 đã đảm nhiệm vai trò tàu huấn luyện tại trường tàu ngầm Đức trong thành phần Chi hạm đội U-boat 1. Được huy động do tình trạng thiếu hụt tàu ngầm sau khi xung đột bùng nổ, nó thực hiện được năm chuyến tuần tra trong chiến tranh, đánh chìm được hai tàu buôn, cũng như tham gia Chiến dịch Weserübung nhằm xâm chiếm Na Uy vào năm 1940 trước khi quay trở lại vai trò huấn luyện.
Vào mùa Hè năm 1944, do tình trạng thiếu hụt nhiên liệu chung cũng như tàu ngầm Type II gặp nhiều tai nạn chết người, U-10 được cho ngừng hoạt động và xuất biên chế tại Gotenhafen (nay là Gdańsk, Ba Lan) vào ngày 1 tháng 8, 1944, và tháo dỡ làm nguồn phụ tùng. Đến đầu năm 1945 nó được kéo đến Stolpmünde (nay là Ustka, Ba Lan), nơi con tàu bị lực lượng Liên Xô chiếm giữ vào ngày 9 tháng 3, 1945. Sau khi được Ủy ban Hải quân ba bên thanh tra vào ngày 28 tháng 8, con tàu bị Liên Xô đánh chìm tại cảng Stolpmünde vào cuối năm 1945. Chính quyền Ba Lan đã trục vớt xác tàu vào năm 1950 và tháo dỡ vào năm 1951.

### Tóm tắt chiến công
U-10 đã đánh chìm hai tàu buôn với tổng tải trọng 6.356 gross register tons (GRT):
| Ngày             | Tên tàu  | Quốc tịch   | Tải trọng | Số phận      |
| ---------------- | -------- | ----------- | --------- | ------------ |
| 17 tháng 2, 1940 | Kvernaas | Norway      | 1.819     | Bị đánh chìm |
| 18 tháng 2, 1940 | Ameland  | Netherlands | 4.537     | Bị đánh chìm |